# Seka (Pornodarstellerin)

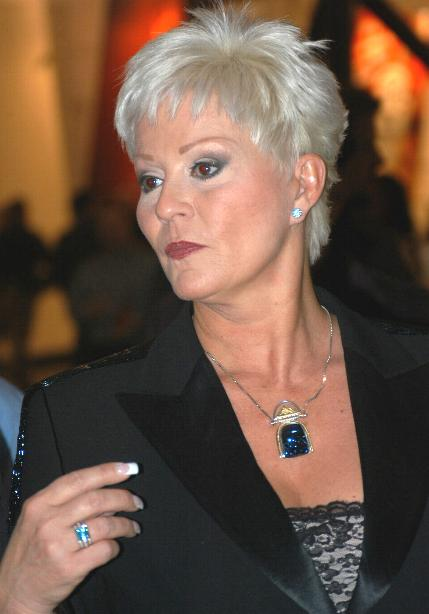
Seka (2007)

Seka, bürgerlich Dorothiea Hundley Patton (* 15. April 1954 in Radford, Virginia), ist eine US-amerikanische Pornodarstellerin, die von 1978 bis 1993 in 139 Filmen auftrat.
Seka wuchs in Virginia auf. In den 1970er Jahren betrieb sie mehrere Sexshops. Nach eigener Aussage empfand sie die Frauen in den von ihr verkauften Pornoheften als hässlich und fand, das könne sie besser. Ihren ersten pornographischen Kurzfilm drehte sie in Baltimore. Kurz darauf zog sie nach Los Angeles, wo sie ihre Filmkarriere bei der Produktionsfirma Swedish Erotica begann. Von 1978 bis 1993 drehte sie 139 Filme, darunter Careful, He May Be Watching, die einzige, gleich mit einem AVN Award ausgezeichnete Regiearbeit von Richard Pacheco. Das Pseudonym Seka, das sie seit ihrem zweiten Film benutzte, ist ihrer Aussage nach der Name einer Serbin, der sie in Las Vegas begegnet war.
Mit ihrem Südstaaten-Dialekt, ihren platinblonden Haaren (Spitzname The Platinum Princess) und ihrer perfekten Figur wurde sie der beliebteste Pornostar der frühen 1980er-Jahre. 1978 wurde sie geschieden. Nach 1982 wurden ihre Filmauftritte spärlicher, und sie verlegte sich für einige Jahre mehr auf Striptease-Auftritte in Amerikas zahlreichen Stripclubs. 1993 versuchte sie mit dem Film American Garter im Alter von 39 Jahren noch einmal ein nicht sehr erfolgreiches Comeback. Es blieb ihr letzter Auftritt in einem Pornofilm.
2003 erschien der schwedische Dokumentarfilm Desperately Seeking Seka, der sich dem Phänomen Seka durch diverse Interviews mit bekannten Darstellern und Produzenten der US-Pornoindustrie anzunähern versucht. Auch Seka selbst kommt ausführlich zu Wort.
Lange Zeit lebte sie in Chicago, wo sie 1997 auch eine Radio-Talkshow namens Let’s Talk About Sex moderierte. Im April 2005 zog Seka in die Nähe von Kansas City, Missouri um. Von dort aus betreibt sie ihre eigene Website.

## Filmografie (Auswahl)

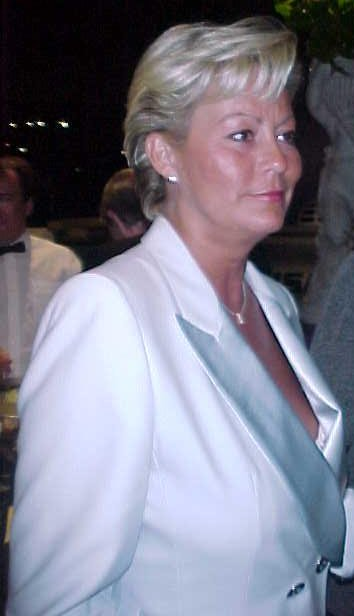
Seka (2000)

- 1978: Blonde Fire (mit John Holmes)
- 1980: Carnal Highways
- 1980: Lust Vegas Joyride
- 1981: Blondes Have More Fun (mit Dorothy LeMay und John Leslie)[1]
- 1983: Wine Me, Dine Me, 69 Me
- 1986: Careful, He May Be Watching
- 1993: American Garter
- 2012: After Porn Ends

## Auszeichnungen
Seka wurde sowohl in die AVN Hall of Fame als auch in die XRCO Hall of Fame aufgenommen.